# Panathinaikos VC
Panathinaikos Ateny – męski klub siatkarski z Grecji powstały w 1919 roku, z bazą w mieście Ateny. Występuje w greckiej Lidze A1. Klub regularnie występuje w Lidze Mistrzów. Klub jest znany także z sekcji koszykówki i piłki nożnej.

## Sukcesy
Mistrzostwa Grecji:
- 1. miejsce (21x): 1963, 1965, 1966, 1967, 1970, 1971, 1972, 1973, 1975, 1977, 1982, 1984, 1985, 1986, 1995, 1996, 2004, 2006, 2020, 2022, 2025[1]
- 2. miejsce (21x): 1961, 1964, 1968, 1969, 1974, 1976, 1978, 1979, 1980, 1981, 1983, 1987, 1988, 1989, 1990, 1991, 1992, 2007, 2008, 2009, 2010, 2024[2]
- 3. miejsce (9x): 1962, 2001, 2002, 2003, 2005, 2011, 2017, 2021, 2023[3]

 Puchar Europy Zdobywców Pucharów:
- 2. miejsce (1x): 1980
- 3. miejsce (1x): 1989

 Puchar Grecji:
- 1. miejsce (6x): 1982, 1984, 1985, 2007, 2008, 2010

 Puchar Ligi Greckiej:
- 1. miejsce (4x): 2020, 2022, 2023[4], 2024[5]

 Puchar Top Teams:
- 3. miejsce (1x): 2006

 Superpuchar Grecji:
- 1. miejsce (2x): 2006, 2022

 Puchar CEV:
- 2. miejsce (1x): 2009

## Polacy w klubie
| Lata gry  | Imię i nazwisko        |
| --------- | ---------------------- |
| 1983-1985 | Janusz Badora (trener) |
| 1988-1990 | Jerzy Welcz (trener)   |
| 2001-2005 | Dawid Murek            |
| 2004-2005 | Łukasz Żygadło         |
| 2009-2010 | Paweł Zagumny          |
| 2011-2012 | Tomasz Józefacki       |

## Kadra

### Sezon 2007/2008
- 1.  Andreas Andreadis
- 2.  Efstathios Ntonas
- 3.  Konstantinos Gkirtzikis
- 4.  Chrysanthos Kyriazis
- 5.  Liberman Agamez
- 6.  Athanasios Psarras
- 7.  Giorgos Stefanuo
- 10.  Marcelo Elgarten
- 14.  Sotirios Pantaleon
- 15.  Ilias Lappas
- 16.  Roberto Minouzzi Jr.
- 17.  Nikolaos Papangelopoulos
- 18.  Dante Amaral

### Sezon 2008/2009
- 1.  Renaud Herpe
- 2.  Efsthatios Ntonas
- 3.  Liberman Agamez
- 5.  Björn Andrae
- 6.  Anthanasios Psarras
- 7.  Georgios Stefanou
- 8.  Theodoros Chatziantoniou
- 9.  Chrysanthos Kyriazis
- 10.  Andreas Andreadis
- 12.  Andrija Gerić
- 14.  Sotirios Pantaleon
- 15.  Illias Lappas
- 18.  Frank Depestele

### Sezon 2009/2010
- 1.  Konstantinos Christofidelis
- 2.  Efstathios Ntonas
- 4.  Vasileios Minoudis
- 5.  Paweł Zagumny
- 6.  Athanasios Psarras
- 7.  Liberman Agamez
- 8.  Theodoros Chatziantoniou
- 9.  Guillaume Samica
- 12.  Nikos Smaragdis
- 14.  Sotirios Pantaleon
- 15.  Ilisa Lappas
- 18.  Achilles Papadimitriou